# Bohemian Rhapsody (film)
 Bohemian Rhapsody  este un film biografic din anul 2018, care prezintă evenimentele desfășurate între 1970 și 1985, ani definitorii pentru trupa engleză Queen și membrii acesteia, John Deacon, Brian May, Freddie Mercury și Roger Taylor, cu accentuarea artistică a vieții personale a lui Freddie Mercury.
Filmul prezintă, pe scurt, evenimentele petrecute în viata celor patru, progresul lor ca grup muzical rock aparte, de la o trupă care își căuta identitatea la o formație cu rang de superstar, prezentând, în același timp, drumul artistic al succesului melodiilor trupei.
Rolurile principale sunt interpretate de actorul american Rami Malek, ca Freddie Mercury, cu suportul unei distribuții mixte de actori britanici și americani, Lucy Boyton, ca Mary Austin, Joseph Mazzello, ca John Deacon, Gwilym Lee, ca Brian May și Ben Hardy, ca Roger Taylor.
Filmul a fost lansat în Regatul Unit pe 24 octombrie 2018 și în Statele Unite pe 2 noiembrie 2018, primind revizii mixte din partea criticilor de specialitate. Portretizarea vieții și a sexualității lui Mercury, respectiv a evenimentelor și a vieților celorlalți trei membri au fost criticate. În schimb, performanța artistică a lui Malek, precum și recreerea scenelor artistice și muzicale ale trupei, incluzând cele 20 și ceva minute de la Live Aid, din 13 iulie 1985, de pe Stadionul Wembley, au primit unanime aprecieri pozitive.
Regizat filmic cvasi-integral de Bryan Singer, după un scenariu de Anthony McCarten, filmul biografic a fost produs de britanicii Graham King, producător de film, și de managerul lui Queen, Jim Beach. Membrii trupei, Brian May și Roger Taylor au fost consultanți ai întregului proces. O realizare britanico-americană, filmul a fost produs de companiile 20th Century Fox, Regency Enterprises, GK Films și Queen Films, având în Fox unicul distributor al peliculei.

## Premii și cuvinte de laudă
Bohemian Rhapsody a primit numeroase cuvinte de laudă și premii, incluzând patru premii la Gala premiilor Oscar din 2019, premiul pentru Cel mai bun actor (Rami Malek), Cel mai bun montaj vizual, Cel mai bun montaj sonor și Cel mai bun mixaj sonor, fiind de asemenea nominalizat pentru Cel mai bun film.
Filmul a cucerit și alte premii, așa cum sunt premiul pentru Cel mai bun film dramatic la ediția a a 76-a a Premiilor Golden Globe, fiind nominalizat și ca Cel mai bun film al Producers Guild of America și Premiul BAFTA pentru cel mai bun film britanic, în timp ce Malek a câștigat premiul pentru Cel mai bun actor al premiilor Golden Globe, Screen Actors Guild și premiul BAFTA pentru cel mai bun actor.

## Succes comercial
Bohemian Rhapsody a devenit foarte repede un film de mare succes comercial, încasând peste 905 de milioane de dolari americani, comparativ cu un buget de circa 52 de milioane, devenind astfel cel de-al șaselea cel mai de succes film al anului 2018, în termen de încasări. În același timp, realizarea britanico-americană a bătut toate recordurile filmelor biografice, devenind și cel mai vizionat film din genul dramatic din televiziune și cinema.

## Istoric, generalități
Bohemian Rhapsody este un proiect „mai vechi” al producătorului de film britanic Graham King, fiind anunțat încă din 2010, avându-l în vedere atunci pe actorul britanic Sacha Baron Cohen în rolul lui Freddie Mercury. Invocând diferențe de creativitate între echipa de realizare și viziunea sa, Cohen a părăsit proiectul, care a stagnat câțiva ani buni.
Succesul critic și comercial al lui actorului american Rami Malek, ca protagonist al serialului de televiziune Mr. Robot, a atras atenția asupra sa ca foarte posibil candidat al rolului principal, poziție care i-a fost oferită în noiembrie 2016. Restul actorilor protagoniști fiind stabilit destul de repede și clar, principalele scene au început să fie filmate în Londra, în septembrie 2017, avându-l pe Bryan Singer la timonă, ca regizor, până în decembrie 2017, când a fost concediat pentru absențe și pentru confruntări neproductive cu membri distribuției și ai echipei de filmare.
Dexter Fletcher, care fusese regizorul pentru care se optase inițial, a fost angajat pentru a termina filmările și filmul, deși lui Singer i s-a conferit privilegiul de a fi regizat întregul film, conform regulilor organizației profesioniste Directors Guild of America. În schimb, lui Fletcher, care a realizat filmic circa ultima treime a întregului materialul filmat, i s-au acordat credite ca producător executiv și de realizator aproape imediat, în ianuarie 2018.

## Acțiune filmului

### Începuturi
În Londra anului 1970, Farrokh "Freddie" Bulsara, un indian de origine parsi, refugiat din Zanzibar, datorită Revoluției din această insulă, din 12 ianuarie 1964, lucrează ca manevrant de bagaje la Aeroportul Heathrow. După ce vede formația Smile cântând într-un local, Freddie o întâlnește pe Mary Austin, iar apoi pe bateristul Roger Taylor și pe chitaristul solo, Brian May. Aflând că vocalistul lor, Tim Staffell, a părăsit formația, Freddie oferă celor doi muzicieni dorința sa de participare la actul lor artistic, demonstrând concret abilitățile sale vocale. Freddie și Mary încep a se vedea.
Refăcută și întărită de prezența celor doi noi membri, Freddie, ca vocalist, și John Deacon, ca basist al formației, trupa face turnee de-a lungul Marii Britanii, având din ce în ce mai mult succes. Repetând mereu colegilor săi că trebuie să gândească devenirea lor la un alt nivel, Freddie și trupa decid să vândă mini-bus-ul lor pentru a avea bani ca să înregistreze primul lor album, cel de debut, intitulat omonimic Queen, la Trident Studios Un reprezentant al companiei EMI Records, urmărind experimentul muzical al formației, îi cere inginerului de sunet Roy Thomas Baker să asculte înregistrările lor. La persuasiunea lui Freddie, trupa își schimbă numele în Queen, Freddie realizează designul logo-ului acesteia și își schimbă legal numele în Freddie Mercury.

### Epoca EMI șiA Night at the Opera Tour
Trupa semnează cu John Reid, managerul lui Elton John, semnând apoi un contract cu casa de discuri EMI. Apărând în emisiunea televizată Top of the Pops, Queen realizează un cântec și un album muzical hit, "Killer Queen". După turneul muzical de promovare, Mary și Freddie se logodesc. Albumul are succes în Statele Unite și trupa pleacă într-un turneu cu bilete vândute în avans în America, timp în care Freddie își pune la îndoială propria sa  sexualitate.
În 1975, Queen înregistrează ce de-al patrulea lor album, A Night at the Opera, dar desfac contractul cu EMI, atunci când executivul Ray Foster refuză să lanseze operatica melodie Bohemian Rhapsody ca melodia de vârf a albumului, datorită lungimii sale de șase minute. Foster ia în bătaie de joc nu numai lungimea cântecului, dar și cuvintele și linia sa melodică, la care Freddie reacționează, aruncând cu o piatră prin geamul lui Foster. Freddie îl convinge cu ușurință pe DJ-ul Kenny Everett, un fan al trupei, să lanseze melodia la radio, care în ciuda reacțiilor mixte, devine un smash hit. În timpul turneului mondial al promovării albumului A Night at the Opera Tour, Freddie începe o afacere romantică cu Paul Prenter, managerul de zi cu zi al trupei. Confruntat de Mary, Freddie se recunoaște ca fiind bisexual, deși ea îl consideră doar homosexual. Cei doi încetează logodna lor, dar rămân prieteni, inclusiv după mutarea lui Freddie în 1980, într-o casă scumpă, care va deveni în realitate casa lui Mary, după decesul lui Mercury din 1991.

### Tensiuni între membri formației
Tensiuni de natură variată apar în trupă, pe măsură ce Freddie se scufundă în deznădejde cu manipulantul Paul. După ce are, la casa sa, o petrecere plină de oaspeți, Freddie flirtează cu Jim Hutton, un chelner, care îi spune lui Freddie să-l găsească pe el însuși (Hutton) când învață să se iubească. Între timp, Brian May scrie We Will Rock You în ideea de a avea un cântec pe care publicul îl poate interpreta. Paul „bagă contre” și vrea să-l convingă pe Reid (fără a se consulta cu membri formației) să-i propună lui Freddie să urmeze o carieră solo și, astfel să desființeze trupa Queen. De asemenea, dorința lui Freddie de a se lansa în alte genuri de muzică, cum ar fi disco și muzica de petrecere, creează un conflict suplimentar cu formația. John Deacon, care este cel mai deschis față de ideea îmbrățișării altor genuri muzicale, scrie o partitură foarte atractivă prin ritmul său ușor de reprodus, Another One Bites the Dust, care devine un alt smah hit al trupei. La o conferință de presă de promovare a albumului Hot Space al lui Queen din 1982, Freddie este bombardat cu întrebări despre viața sa personală, făcându-l furios.

### Episodul München
Relația lui Freddie cu colegii săi, după ce videoclipul lor muzical al melodiei I Want to Break Free este interzis de la MTV, în care toți membri formației apar în travesti, îmbrăcați în femei, devine mai tensionată. Freddie anunță contractele sale solo de $ 4 milioane cu  CBS Records, dând o altă lovitură cvartetului Queen. În 1984, Freddie se mută la München pentru a lucra la primul său album solo, Mr. Bad Guy, cu sănătatea deteriorându-se progresiv datorită exceselor de droguri, alcool și viață haotică alături de același Paul Prenter. Mary, acum însărcinată cu noul său partener și intens preocupată de binele lui Freddie, îl îndeamnă să se întoarcă la trupă, deoarece le-a fost oferit un spot de circa 20-25 de minute în concertul de binefacere al lui Bob Geldof, Live Aid, de la Stadionul Wembley.

### ConcertulLive Aid
Descoperind că Paul a ascuns această veste de la el, exasperat de minciunile sale și înțelegând rolul nefast al acestuia în viața sa și a trupei Queen, Freddie îl elimină pe Paul abrupt și definitiv. Prenter se răzbună făcând publice escapadele sexuale ale lui Freddie. Freddie se întoarce la Londra și se împacă cu colegii săi, după ce toți sunt de acord că melodiile lor vor fi de acum înainte creditate doar Queen, în ansamblul lor. Între timp, trupa îi cere noului lor manager (și avocatului lor), Jim Beach, să răspundă cererii de participare a formației la concertul Live Aid. Li se acordă un slot de ultimă oră. Cu răspândirea HIV/SIDA în întreaga lume, Freddie descoperă că a contractat virusul; el dezvăluie acest lucru colegilor săi. Membrii trupei sunt șocați să audă acest lucru, dar Freddie le spune că mila lor este doar o pierdere de timp.
În ziua concertului, Freddie se reconectează la toate nivelele cu Jim, Mary și familia sa. Trupa interpretează, în ordine, melodiile Bohemian Rhapsody, Radio Ga Ga, Hammer to Fall, Crazy Little Thing Called Love, We Will Rock You și We Are the Champions, ajutând semnificativ la creșterea donațiilor și transformarea evenimentului într-un succes masiv. Filmul se încheie cu intertitluri, declarând că Freddie a murit pe 24 noiembrie 1991 la vârsta de 45 de ani de la pneumonie, rămânând aproape de Jim și Mary pentru tot restul vieții sale și că societatea de caritate Mercury Phoenix Trust a fost înființată în onoarea sa pentru a ajuta pe cei care trăiesc cu SIDA.

## Acuratețe istorică
Unele din evenimentele din viața personajelor filmului sunt portretizate diferit în film, uneori chiar temporal diferit. De altfel, McCarten a declarat că acest lucru a fost intenționat, spunând, „[Ceea ce] facem noi aici este un film, nu un documentar.”

### Referitoare la formație
- Formarea trupei Queen nu a fost, nici pe departe, așa simplă cum a fost prezentată în film.[11] Mercury îl cunoscuse pe Staffell de la colegiul (universitar) de artă pe care l-a terminat în 1969 (Ealing Art College), arătând un interes clar pentru alăturarea sa formației, înainte de plecarea lui Staffell.[12] Mercury fusese, de asemenea, coleg de cameră cu Roger Taylor, înaintea aderării la formație.
- John Deacon nu a fost basistul originar, ci al patrulea al formației.[11]
- Personajul din film Ray Foster, unul din conducători al casei de discuri EMI, este în întregime ficțional, bazat pe persoana reală, Roy Featherstone, șeful de atunci al EMI. Deși Featherstone și alții crezuseră că melodia Bohemian Rhapsody era prea lungă, totuși Featherstone fusese un susținător al formației.[11]
- Freddie Mercury nu a fost primul membru al trupei Queen, care să realizeze un proiect muzical solo. Roger Taylor a debutat cu melodia "I Wanna Testify", în august 1977, urmată de Fun in Space în aprilie 1981 și Strange Frontier în iunie 1984. La rândul său, Brian May a lansat EP-ul Star Fleet Project, în octombrie 1983, în timp ce melodia Mr. Bad Guy, primul proiect solo al lui Mercury, a fost lansat în aprilie 1985.[13]
- Queen nu s-au despărțit niciodată, deci participarea la Live Aid nu a fost parte a vreunei reuniuni. La începutul anului 1984, cei patru au lansat albumul The Works după care a urmat un turneu global. Întreg turneul mondial durase aproape 9 luni (între 24 august 1984 și 15 mai 1985), având 48 de spectacole (23 în Europa și 25 pe alte 4 continente). Ultimul show al turului The Works Tour avusese loc cu circa opt săptămâni înainte de Live Aid. Ca atare, toți membri trupei Queen erau, la data concertului de caritate, „extrem de bine pregătiți - conform originalului, "extremely well-rehearsed" - pentru show, netrebuind să intre în formă nici ca grup, nici ca muzicieni individuali.[11]

### Referitoare la viața personală a lui Mercury
- Conform revistei Vanity Fair, filmul lasă multe detalii din relațiile lui Mercury, cu Mary Austin și Jim Hutton, neclare sau sumare, prin „ajustarea și luarea în considerare [doar anumitor aspecte] ale prețioaselor fapte”, conform originalului  "tweaking and glossing over precious facts".[14]
- Mercury nu a întâlnit-o pe Mary Austin în aceeași seară când s-a alăturat formației. Jim Hutton nu era chelner la una din petrecerile lui Mercury, date de acesta în casa sa, ci era un coafez (hairdresser) la Hotelul Savoy din Londra, care l-a întâlnit pe Mercury la un club de noapte.[11]
- Modul în care filmul a tratat diagnosticul SIDA al lui Mercury a fost în particular criticat,[15][16] culminând cu comentariul lui Jasper Rees, descriindu-l în The Spectator ca fiind „cea mai riguroasă rearanjare [convenabilă] a faptelor”, conform "the most callous rearrangement of the facts".[17] Data exactă când Mercury a aflat despre boala sa terminală este disputată, dar este cea mai probabilă în intervalul 1986 - 1987, și, în niciun caz, înainte de concertul Live Aid din 1985, așa cum este indicat în film.[11] Colegii săi din formație nu au cunoscut cu adevărat situația medicală a lui Mercury decât la începutul anului 1989.[18]

## Distribuție

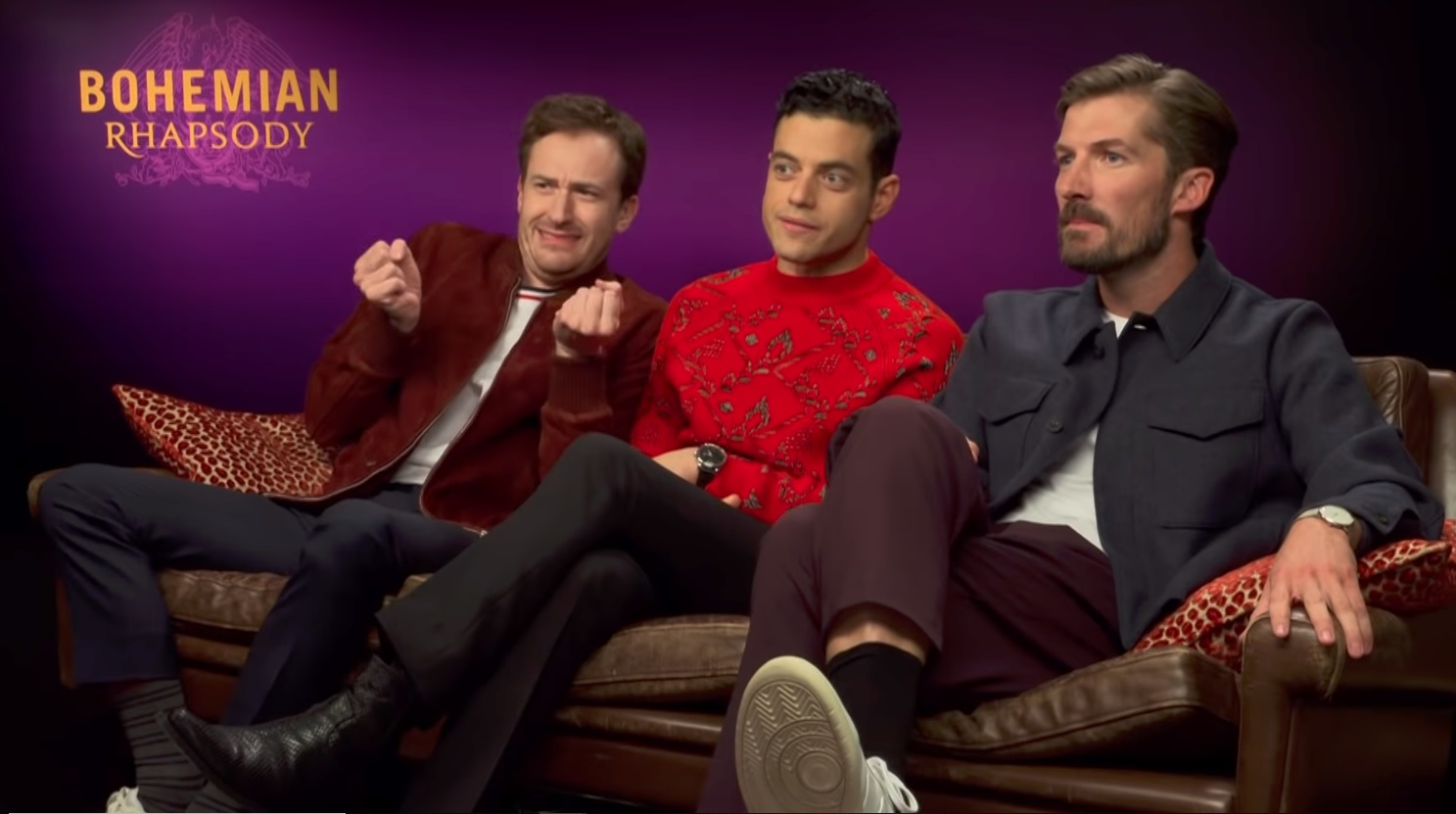
(De la stânga la dreapta) Joe Mazzello, Rami Malek și Gwilym Lee promovând filmul în 2018.

- Rami Malek ca Freddie Mercury, vocalistul solo al trupei de rock Queen[19]
- Lucy Boynton ca Mary Austin, prietena lui Mercury, fostă logodnică și muză
- Gwilym Lee ca Brian May, chitaristul solo al formației Queen
- Ben Hardy ca Roger Taylor, bateristul trupei Queen
- Joe Mazzello ca John Deacon, basistul formației Queen
- Allen Leech ca Paul Prenter, managerul personal și iubitul lui Mercury
- Aidan Gillen ca John Reid, managerul formației Queen[20]
- Tom Hollander ca Jim "Miami" Beach, avocatul trupei Queen și apoi managerul acesteia[20]
- Mike Myers ca Ray Foster, un executiv al casei de discuri EMI
- Aaron McCusker ca Jim Hutton, iubitul lui Mercury, după concedierea lui Paul Prenter
- Meneka Das ca Jer Bulsara, mama lui Mercury
- Ace Bhatti ca Bomi Bulsara, tatăl lui Mercury
- Priya Blackburn ca și Kashmira Bulsara, sora lui Mercury
- Tim Plester ca Roy Thomas Baker, inginerul de sunet al formației Queen
- Dermot Murphy ca Bob Geldof, organizatorul concertului de caritate Live Aid
- Dickie Beau as Kenny Everett, crainic radio în Capital London
- Jack Roth as Tim Staffell, vocalist și basist al formației Smile, embrionul formației Queen
- Max Bennett ca David, prietenul lui Mary, după Mercury
- Neil Fox-Roberts ca Mr. Austin, tatăl lui Mary
- Michelle Duncan ca Shelley Stern, reporter
- Adam Lambert ca Truck Stop Guy[21],(necreditat)
- Luke Deacon (fiul lui John Deacon) ca un participant la concertul Live Aid (necreditat)[22]

## Legături externe
- Site web oficial
- Bohemian Rhapsody la Internet Movie Database
- Bohemian Rhapsody (film) la Metacritic
- Bohemian Rhapsody (film) la Rotten Tomatoes
- Bohemian Rhapsody (film) la Allmovie
- Bohemian Rhapsody la Box Office Mojo